# المبارکات
المبارکات (به عربی: المبارکات) یک روستا در سوریه است که در حماه واقع شده‌است. المبارکات ۴۷۸ نفر جمعیت دارد.